# Línea Sur del Metro de Recife
La Línea Sur: Recife ↔ Cajueiro Seco es una de las líneas del Metro de Recife.

## Historia

### Fechas Marco
| Fecha                   | Tramo                          | Descripción                            |
| ----------------------- | ------------------------------ | -------------------------------------- |
| 6 de marzo de 1998      | Recife ↔ Imbiribeira           | Inicio de las obras                    |
| 28 de febrero de 2005   | Recife ↔ Imbiribeira           | Inauguración comercial de 4 estaciones |
| 28 de marzo de 2008     | Imbiribeira ↔ shopping         | Inauguración comercial de 2 estaciones |
| 17 de noviembre de 2008 | Shopping ↔ Tancredo Neves      | Inauguración comercial de 1 estación   |
| 23 de marzo de 2009     | Tancredo Neves ↔ Cajueiro Seco | Inauguración comercial de 5 estaciones |

## Estaciones
| N.º | Estación             | Integración                                  | Notas / Alrededores                   |
| --- | -------------------- | -------------------------------------------- | ------------------------------------- |
| 1   | Recife               | S.Y.I. / Metro Centro - 1 / Metro Centro - 2 |                                       |
| 2   | Joana Bezerra        | S.Y.I. / Metro Centro - 1 / Metro Centro - 2 |                                       |
| 3   | Largo de la Paz      |                                              | Futura Terminal Intermodal del S.E.I. |
| 4   | Imbiribeira          |                                              |                                       |
| 5   | Antônio Falcão       |                                              |                                       |
| 6   | Shopping             |                                              |                                       |
| 7   | Tancredo Neves       |                                              | Terminal Intermodal del S.E.I.        |
| 8   | Aeropuerto           |                                              | Terminal Intermodal del S.E.I.        |
| 9   | Porta Larga          |                                              |                                       |
| 10  | Monte dos Guararapes |                                              |                                       |
| 11  | Prazeres             |                                              | Futura Terminal Intermodal del S.E.I. |
| 12  | Cajueiro Seco        |                                              | Terminal Intermodal del S.E.I.        |